# Djankoi
Djankoi (en ucraïnès i rus: Джанкой) és una ciutat de la República Autònoma de Crimea a Ucraïna, ocupada per Rússia, que el 2019 tenia 38.438 habitants. És seu del centre administratiu homònim. Es troba a 87 km al nord de Simferòpol.

## Població
| 1805 | 1926  | 1939   | 1970   | 1989   | 2001   | 2006   | 2019   |
| ---- | ----- | ------ | ------ | ------ | ------ | ------ | ------ |
| 173  | 8.310 | 19.576 | 43.000 | 53.464 | 42.861 | 39.700 | 38.438 |